# Isaac del Toro
Isaac del Toro   (Ensenada, 27 de novembre de 2003) és un ciclista mexicà, que competeix en la modalitat de carretera. Actualment milita a l'equip UAE Team Emirates. És una promesa del ciclisme ja que l'any 2023 va guanyar la prova més important per a ciclistes en formació, el Tour de l'Avenir i en el seu segon dia disputant una prova UCI World Tour com a ciclista professional va aconseguir la seva primera victòria.

## Palmarès en ruta
- 2023
  - 1r al Tour de l'Avenir i vencedor d'una etapa
- 2024
  - 1r  a la Volta a Astúries,[4] vencedor d'una etapa i guanyador del maillot per punts i de la muntanya
  - Vencedor d'una etapa al Tour Down Under[5] i 1r de la classificació de joves
- 2025
  - 1r a la Milà-Torí
  - Vencedor d'una etapa al Giro d'Itàlia
  - 1r a la Volta a Àustria i vencedor de 3 etapes
  - 1r a la Clàssica Terres de l'Ebre
  - 1r al Circuit de Getxo
  - 1r a la Volta a Burgos

## Resultats a les Grans Voltes

#### Giro d'Ìtàlia
- 2025. 2a posició, vencedor de la 17a etapa,  portador del maillot rosa 11 etapes i  vencedor del maillot de joves

#### Volta a Espanya
- 2024. 36a posició